# Sébastien Godefroid
Sébastien Godefroid (ur. 19 marca 1971 w Antwerpii) – belgijski żeglarz, czterokrotny olimpijczyk (1996, 2000, 2004, 2008), srebrny medalista z igrzysk w 1996 roku.

## Życiorys

### Początki
Godefroid studiował na Wydziale Sportu i Fizjoterapii na Uniwersytecie w Brukseli i był zaangażowany w projekt badawczy Topsport. Ukończył studia na Wydziale Nauk o Sporcie. Odbył szkolenie żeglarskie w Royal Liberty Yacht Club w Antwerpii.

### Kariera sportowa

#### W klasie Finn
Do roku 2004 wystartował w jednoosobowych zawodach Finn. Pierwsze lata jego międzynarodowych regat wyznaczała walka z polskim żeglarzem Mateuszem Kusznierewiczem.
Na Mistrzostwach Europy w Żeglarstwie w 1996 roku zdobył brązowy medal, będąc zaraz za Kusznierewiczem. Mistrzostwa Europy 1998 wygrał Godefroid, a Kusznierewicz spadł na piąte miejsce. Na Mistrzostwach Świata w Żeglarstwie 2000 w Weymouth przegrał z reprezentantem Polski i doszedł do finału jako wicemistrz Świata.

#### Zmiana kategorii
Po Igrzyskach Olimpijskich w 2004 r. dołączył do klasy Tornado, aby wraz ze swoją dziewczyną Carolijn Brouwer założyć drużynę w otwartym tornadzie (dwuręczny katamaran). Para postawiła sobie za cel zdobycie medalu w tej najszybszej olimpijskiej klasie żeglarskiej podczas następnych letnich igrzysk.

### Igrzyska olimpijskie

Katamaran Tornado (model, jakim pływał Godefroid)

Startował na igrzyskach w latach 1996–2008. Na swoich pierwszych zdobył srebrny medal, zdobywszy 45 punktów (uległ swojemu największemu rywalowi, Mateuszowi Kusznierewiczowi). W 2000 i 2004 zajmował niższe miejsca.
W 2008 wyprowadził swoją reprezentację na stadion olimpijski jako chorąży. Nie uzyskał jednak wysokiego miejsca w regatach olimpijskich.

### Zakończenie kariery sportowej
Po wygraniu mistrzostw świata w żeglarstwie w 2001 roku, dwóch wicemistrzostwach i srebrnym medalu olimpijskim, zakończył karierę sportową po Igrzyskach w 2008 roku. W lutym 2009 r. Flamandzkie Stowarzyszenie Żeglarskie VYF (Vlaamse Yachting Federatie) powołało go na stanowisko trenera stowarzyszenia. Dzięki swojej edukacji, wiedzy i doświadczeniu sportowemu VYF uważało go za idealnego kandydata na tym nowo stworzonym stanowisku. Doradział i przygotowywał belgijską drużynę żeglarską do Igrzysk Olimpijskich 2012 w Londynie, zarówno pod względem sportowym, jak i taktycznym.
Obecnie mieszka w nadmorskiej miejscowości Bredenek w Zachodniej Flandrii i jest członkiem Ostenda Sailing & Racing Club (OSRC) w Ostendzie.